# 托爾卡曼港
托爾卡曼港是伊朗的城市，位於該國北部裡海沿岸，由戈勒斯坦省負責管轄，距離首都德黑蘭375公里，主要經濟活動有農業、手工藝、畜牧業、漁業和旅遊業，2012年人口49,059。

## 外部連結
- Bandar-e Torkaman--Encyclopaedia Iranica